# Mira Kolar-Dimitrijević
Mira Kolar-Dimitrijević (Koprivnica, 9. srpnja 1933.), hrvatska je povjesničarka.

## Životopis

### Mladost i obrazovanje
Mira Kolar-Dimitrijević rođena je u Koprivnici 9. srpnja 1933. godine, a obitelj joj je podrijetlom iz Virja i Ferdinandovca. Pučku školu je završila u Koprivnici, a građansku školu u Virju. Maturirala je na koprivničkoj gimnaziji, a nakon toga je studirala povijest, arheologiju i informatiku.

### Historiografski rad
Nakon završenog studija radila je Državnom arhivu Zagreba (1960. – 1964.) i arhivu Instituta za historiju radničkog pokreta, a od 1966. godine, na poziv tadašnjeg ravnatelja Franje Tuđmana, postaje znanstvena djelatnica instituta. Bavila se radnim slojevima od 1918. do 1941. godine. Doktorirala je 1978. godine radnjom Položaj radničke klase sjeverne Hrvatske od 1918. do 1941. godine.
Pokrenula je ugledni znanstveni časopis Povijesni prilozi i bila prva njegova urednica (1982. – 1988.), te direktorica znanstvenog odjela instituta sve do 1988. godine, kada je izabrana za redovitu sveučilišnu profesoricu na Odsjeku za povijest Filozofskog fakulteta u Zagrebu. Predavala gospodarsku povijest i svjetsku povijest 20. stoljeća do odlaska u mirovinu, 2003. godine. Nakon toga na Hrvatskim studijima Sveučilišta u Zagrebu predaje hrvatsku povijest 19. stoljeća.
Kolar-Dimitrijević je autorica dva osnovnoškolska i dva gimnazijska udžbenika povijesti izdavačke kuće Meridijani. Utemeljila je Sekciju za gospodarsku i socijalnu povijest HNOPZ-a koju je od 2002. do 2004. godine vodila. Također je osnovala Centar za ekonomsku povijest Filozofskog fakulteta u Zagrebu. Uvažena je međunarodna stručnjakinja za ekonomsku povijest i najutjecajnija gospodarska povjesničarka u Hrvatskoj. Bila je urednica časopisa za gospodarsku povijest i povijest okoliša Ekonomska i ekohistorija. Predavala je na više poslijediplomskih studija (hrvatska povijest, europski studiji i drugi) te bila mentorom brojnim doktorskim, magistarskim i diplomskim radovima.
Od 1975. godine do danas piše znanstvene radove o povijesti Podravine i Prigorja koje objavljuje u časopisima i godišnjacima Podravski zbornik, Cris, Virje na razmeđu stoljeća, Podravina i Scientia Podraviana. Također redovito objavljuje teme iz područja povijesti Koprivničko-križevačke županije u vodećim hrvatskim znanstvenim časopisima. Jedan je od pokretača te član uredništva časopisa za multidisciplinarna istraživanja Podravina, a do sada je sudjelovala priopćenjima i kao član organizacijskog odbora na desetak znanstvenih skupova u Koprivnici i Križevcima. Među pokretačima je međunarodnih znanstvenih skupova o etnokonfesionalnim promjenama održanim u Križevcima, te o povijesti rijeke Drave, održanog 2003. godine u Koprivnici. Vanjska je suradnica izvedbenog projekta "Podravsko višegraničje" odnosno projekta "Triplex Confinium". Od 2001. do 2003. godine je uz predavanja iz svjetske povijesti 20. stoljeća vodila i organizirala izborne kolegije o povijesti Podravine i Prigorja na studiju povijesti Filozofskog fakulteta u Zagrebu.

## Djela
Kolar-Dimitrijević je napisala više knjiga i više od 300 radova, objavljenih u raznim zbornicima i časopisima.

### Udžbenici
- Povijest 7, Samobor, 2003.
- Povijest 8, Samobor, 2003.
- Povijest za 3. razred gimnazije, Samobor, 2004.
- Povijest za 4. razred gimnazije, Samobor, 2004.

### Hrvatska povijest
- Radni slojevi Zagreba 1918. do 1931., Institut za historiju radničkog pokreta Hrvatske, Zagreb, 1973., str. 1-450.
- Socijalne prilike i klasna borba u Vinkovcima međuratnog razdoblja, SIZ kulture općine Vinkovci, Vinkovci, 1977., str. 1-166.
- INA - Rafinerija nafte Sisak 1927-1977. (suautor Zlatko Čepo), Institut za historiju radničkog pokreta Hrvatske i muzej grada Siska, Sisak, 1977. str. 29-108.
- Ivanić grad. Prošlost i baština, (suautor Milan Kruhek), Narodno sveučilište, Ivanić-Grad, 1978., str. 71-99.
- Položaj radničke klase u Sremu od 1918. – 1941., Institut za istoriju Vojvodine, Novi Sad, 1982, str. 1-307.
- Drvni kombinat "Ivo Lola Ribar" u Sremskoj Mitrovici,. (u suautorstvu s Pricom i Miloševićem), Sremska Mitrovica, 1985., str. 1-77.
- Radna organizacija "Jugorapid" 1855-1985. Prilog razvoju turpijarskog obrta i metalne industrije Hrvatske, (suautor Dragutin Feletar), Zagreb, 1986., str. 1-128.
- Ivan Krndelj. Radnički tribun, Radničke novine, Čitluk-Zagreb 1988., str. 1-272.
- Sukob Eugena Kvaternika i baruna Lazara Hellenbacha oko stvaranja prvoga kreditnog zavoda u Hrvatskoj, Acta historico-oeconomica, Zagreb, 1991.
- Zagrebačka tvornica kavinih proizvoda Franck do 1945. godine: u povodu stogodišnjice, Institut za suvremenu povijest, Zagreb, 1992.
- Akcija velikog župana Ognjeslava Utješenovića Ostrožinskog na ekonomskom unapređivanju Varaždinske županije, Acta historico-oeconomica, Zagreb, 1992.
- Radićev sabor: 1927-1928.: zapisnici Oblasne skupštine Zagrebačke oblasti, Školska knjiga-Arhiv Hrvatske, Zagreb, 1993.
- Kratka povjesnica Prve hrvatske štedionice u Zagrebu, (suautor Dragutin Feletar), Izd. kuća "Feletar", Zagreb, 1994., str. 1-63.
- Prvo zagrebačko dobrotvorno društvo "Društvo čovječnosti" 1846-1946., Kulturno društvo "Miroslav Šalom Freiberger", Židovska općina Zagreb, Zagreb, 1998., str. 1-124.
- Skrivene biografije nekih Nijemaca i Austrijanaca u Hrvatskoj 19. i 20. stoljeća, VDG Njemačka narodnosna zajednica-Zemaljska udruga Podunavskih Švaba u Hrvatskoj, Osijek, 2001., str. 1-330.
- Povijest Hrvatskog Radiše (1903. – 1945.). Spomenica povodom 100-te godine osnutka, Dom i svijet, Zagreb 2003., str. 1-400.
- Prilog gospodarskoj povijesti Siska između dva svjetska rata, Državni arhiv, Sisak, 2005.
- Svilarstvo u Hrvatskoj: od 18. stoljeća do 1945. godine, Dom i svijet-Hrvatski institut za povijest, Podružnica za povijest Slavonije, Srijema i Baranje, Zagreb-Slavonski Brod, 2007.
- Dr. Đuro Basariček: socijalno i političko djelovanje, Posebna edicija Ljetopisa socijalnog rada, Pravni fakultet, Studijski centar socijalnog rada, Zavod za socijalni rad, Zagreb, 2008.
- Tragovi vremena u djelima Mate Lovraka, Hrvatska Akademija Znanosti i Umjetnosti,  Zagreb, 2012.
- Povijest novca u Hrvatskoj: od 1527. do 1941. godine, Hrvatska narodna banka, Zagreb, 2013.[2]

Napisala je članak o pučkom piscu Zvonimiru Pužaru u časopisu Crisu.

### Regionalna povijest
Mira Kolar-Dimitrijević je, osim objavljenih sedamdesetak znanstvenih radova o Podravini i Prigorju, sama ili u suautorstvu napisala sljedeće knjige vezane uz prostor i ljude Koprivničko-križevačke županije: 
- Mara Matočec – hrvatska književnica i njen rad na socijalno-političkom i kulturnom polju u okviru seljačkog pokreta braće Radić, Koprivnica, 1993.
- Rudolf Horvat – život i djelo, Koprivnica, 1998.
- Novigrad Podravski – izabrane teme, Novigrad Podravski, 2001.
- Skrivene biografije nekih Nijemaca i Austrijanaca u Hrvatskoj 19. i 20. stoljeća, Osijek, 2001.
- Ferdo Rusan, Koprivnica 2004.

U tisku je knjiga o seljačkom pokretu u Podravini.

## Nagrade i priznanja
Njezin su dosadašnji rad prepoznale četiri jedinice lokalne samouprave koje su joj dodijelile javna priznanja - općina Virje (2000.), grad Koprivnica – nagradu za životno djelo (2002.), grad Križevci - počasna građanka (2016.), a uz to je dobila i nagradu grada Zagreba. Također je dobitnica i nagrade za životno djelo koju joj je 2010. dodijelila Koprivničko-križevačka županija. Povijesno društvo Koprivnica ju je, zbog dugogodišnjih zasluga za razvoj povijesne znanosti, 2005. proglasilo za počasnu članicu.

## Vanjske poveznice
Mrežna mjesta
- Mira Kolar-Dimitrijević, Od zrna i klipa do kruha i kolača u Podravini do 1945. godine, Podravina 15/2009., Hrčak
- Mira Kolar-Dimitrijević, Hrvoje Petrić, Podravsko višegraničje - pristupi, ciljevi i metode istraživanja, Podravina 8/2005. Hrčak